# BEMA Holding

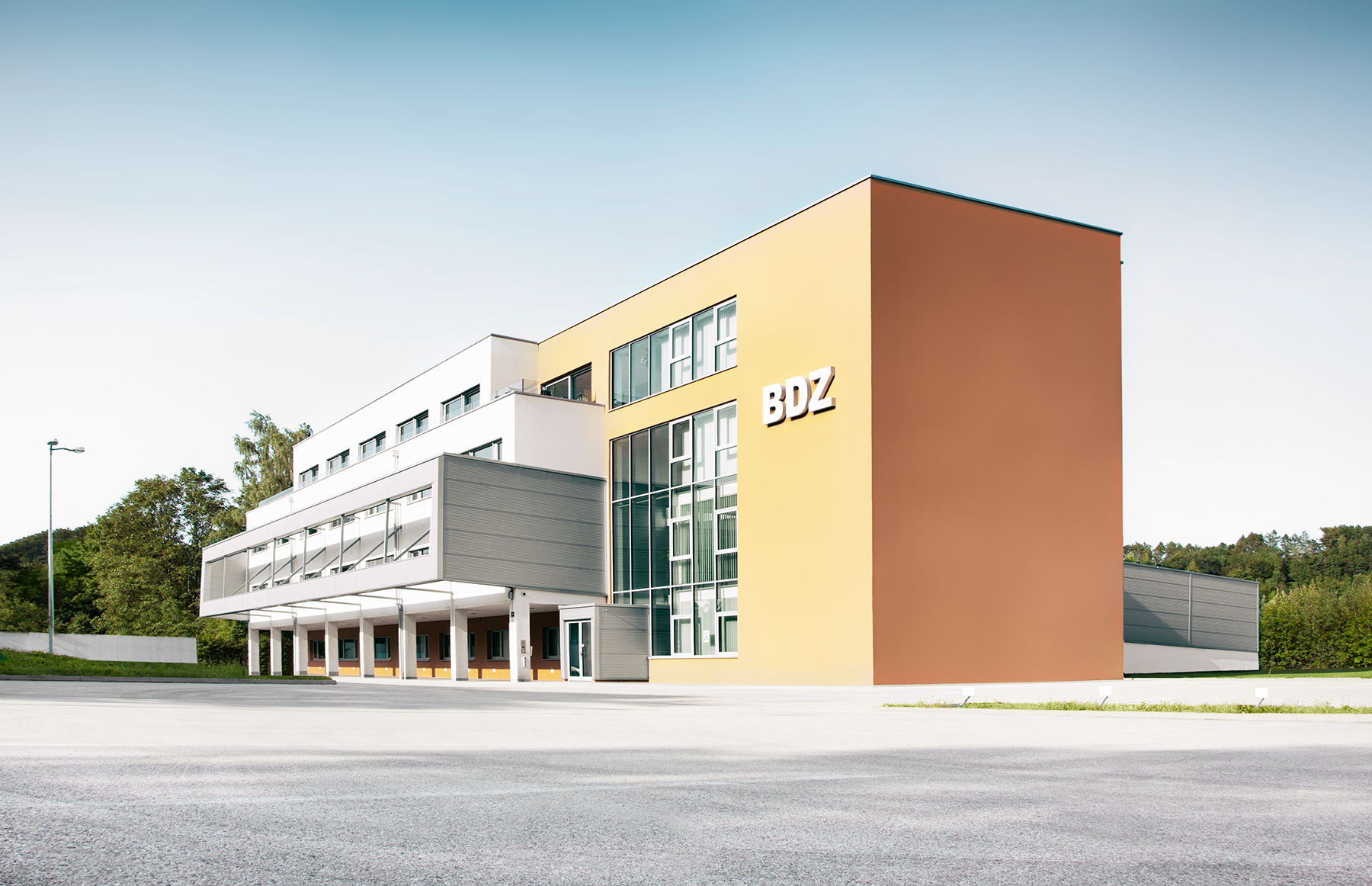
Hauptsitz von BEMA Holding in Laakirchen, Oberösterreich

Die BEMA Holding GmbH ist ein österreichischer Mischkonzern mit Hauptsitz in Laakirchen. Das Unternehmen gründet und verwaltet Unternehmen in verschiedenen Branchen. Neben dem größten Tochterunternehmen DVD Personal besitzt BEMA Holding weitere Unternehmen in den Bereichen Handel, Immobilien und Dienstleistungen.

## Geschichte
BEMA Holding wurde im Jahr 2000 von Helmut Schöfbänker gegründet. Wegen innerbetrieblicher Umstrukturierungen wurde das frühere Unternehmen DVD Personaldienstleistungen GmbH mit seinen damals vier Niederlassungen auf fünf Unternehmen aufgesplittet, wobei BEMA Holding seither für die restlichen vier als Holding fungiert. In den darauffolgenden Jahren wurde der Bereich der Arbeitskräfteüberlassung weiter ausgebaut.
Im Jahr 2008 wurden die ersten Schritte für die Diversifikation des Unternehmens durch die Gründung der BDZ Immobilien GmbH gesetzt. 2010 gründete BEMA Holding die SANTO Handel GmbH, welche sich auf den Online-Verkauf von österreichischen Weinen spezialisiert hat. BDZ Immobilien eröffnete 2011 ein 4-stöckiges Bürogebäude für Kleinbetriebe und Jungunternehmer. Dieses Gebäude dient seit der Eröffnung als Zentrale der BEMA Holding. 2018 gründete BEMA Holding die TIGRES GmbH. TIGRES setzt auf Aus- und Fortbildungen mit neuen Medien und befindet sich gerade in der Entwicklungsphase.
Mittlerweile hat BEMA Holding insgesamt elf Tochterunternehmen, wobei acht davon in der Arbeitskräfteüberlassung, eines im Handel, eines in der Immobilienbranche und eines im Dienstleistungssektor tätig ist.

## Konzernstruktur
BEMA Holding, welche sich vollständig in Familienbesitz befindet, hält 100-%-Beteiligungen der folgenden Unternehmen:
- DVD Personal – Arbeitskräfteüberlassung
- BDZ Bürozentrum – Immobilien
- Santo – Handel mit österreichischen Weinen
- TIGRES – Dienstleistungen[3]